# Faro di Milnerton
Il faro di Milnerton è un faro situato a Milnerton presso Città del Capo in Sudafrica.

## Descrizione
Situato lungo le coste della baia della Tavola di fronte a Robben Island, il faro si presenta come una slanciata torre cilindrica di colore bianco di un'altezza di 21 metri che si eleva a 27 metri sul livello del mare.